# Espresso Book Machine

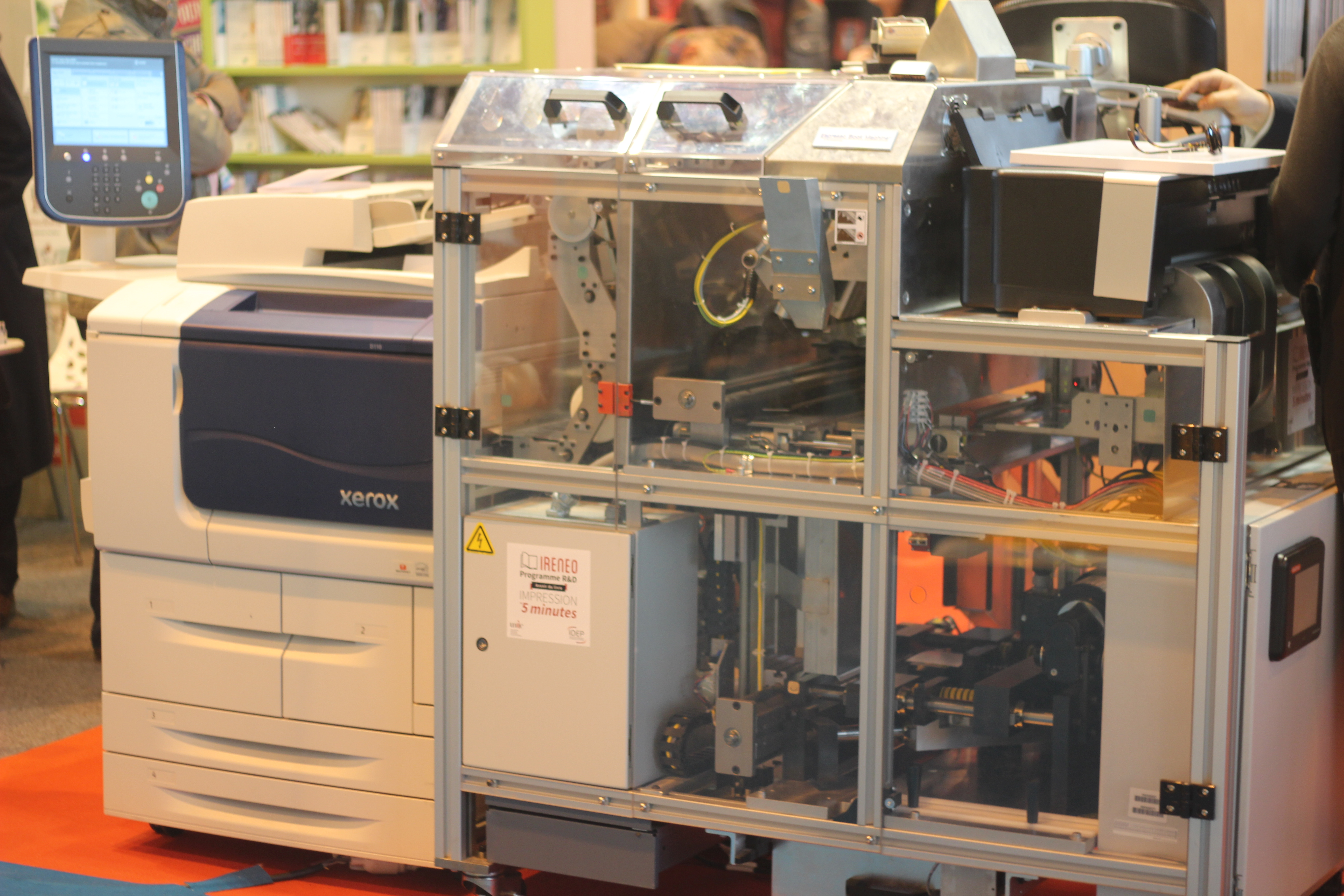
The Espresso Book Machine no Salon du Livre de Paris em 2015.

The Espresso Book Machine (EBM) é uma máquina de Impressão sob demanda (ISD) criada pela On Demand Books que imprime, cola, encapa e liga um único livro em poucos minutos.
O EBM é pequeno o bastante para caber numa livraria de varejo ou numa pequena sala de biblioteca, e tem como público alvo os mercados varejistas e livreiros. O EBM potencialmente pode permitir aos leitores a escolha de qualquer título, inclusive livros que estão fora de venda. A máquina pega um arquivo PDF para input e imprime, liga e apara a seleção do leitor como um livro de bolso.

## História
Em 1999 Jason Epstein deu uma série de palestras sobre suas experiências na editoração. Epstein mencionou em sua palestra que havia um futuro possível onde os compradores poderiam imprimir um título que não é mais impresso na hora, se fosse feita uma impressora de livros que coubesse na loja. Ele fundou a 3BillionBooks com Michael Smolens, um empreendedor de Long Island vivendo na Rússia e Thor Sigvaldason, um consultor da PricewaterhouseCoopers. Na época, Jeff Marsh, um engenheiro e inventor de St. Louis, já havia construído um protótipo de impressora de livros que poderia tanto fazer a fotocópia e ligação. Marsh estava trabalhando nesse projeto para Harvey Ross, que detinha a Patente 5,465,213. Peter Zelchenko, um Tecnólogo baseado em Chicago e parceiro de Ross no desenvolvimento de uma patente relacionada, trabalhou com Marsh para provar o conceito e também ajudou a trazer Marsh e outros personagens, junto de vários investidores de capital de risco.
Por fim Epstein, junto de Dane Neller, ex Presidente e CEO do Dean & DeLuca, licenciou a invenção do Marsh e fundou a On Demand Books.
O primeiro Espresso Book Machine foi instalado e demonstrado no dia 21 de junho de 2007 na Biblioteca de Ciências, Indústria e Negócios da Biblioteca Pública de Nova Iorque. Por um mês, o público pôde testar a máquina ao imprimirem cópias gratuitas de títulos em domínio público providos pelo Open Content Alliance (OCA), uma organização não lucrativa com uma database com mais de 200,000 títulos.

## Distribuição
O modelo de direto-para-o-consumidor apoiado pelo Espresso Book Machine elimina a necessidade de transporte, armazenamento, retorno e polpação de livros não vendidos; isso permite a disponibilidade global de milhões de títulos novos e listas de retros.
Livros EBM também podem ser disponibilizados para distribuição através da Lightning Source, uma subsidiária do Ingram Content Group
- Este artigo foi inicialmente traduzido, total ou parcialmente, do artigo da Wikipédia em inglês cujo título é «Espresso Book Machine».